# Riabi
Riabi (en rus: Рябы) és un poble de l'óblast de Pskov, a Rússia, segons el cens del 2010 tenia 46 habitants. Pertany al districte de Krasnogorodsk.